# Hubert Durand-Chastel
Hubert Durand-Chastel, né le 8 août 1918 et mort le 19 octobre 2007, est un homme politique français.

## Biographie
Licencié en droit et ingénieur titulaire de l'École nationale supérieure des mines de Paris, Hubert Durand- Chastel travaille au service des mines de la société Denain et Anzin de 1942 à 1944 avant de rejoindre la 2e division blindée du général Leclerc à la libération de Paris. Après l'armistice de 1945, il s'engage en Indochine dans un bataillon du Génie. À la fin du conflit, il s'installe à Hanoï où il dirige, de 1947 à 1948, le service économique au Tonkin du gouvernement général d'Indochine puis, de 1949 à 1951, l'agence de l'union commerciale indochinoise et africaine à Hongkong. Directeur général des cimenteries d'Indochine à Haïphong jusqu'en 1955, il s'établit ensuite au Mexique où il dirige plusieurs sociétés commerciales et industrielles de dimension internationale jusqu'en 1978. Retraité très engagé dans la vie associative, il est administrateur délégué de la société de bienfaisance franco-mexicaine-suisse et belge de 1978 à 1990.
Délégué au Conseil supérieur des Français de l'étranger pour la circonscription de Mexico depuis 1971, il est réélu sans discontinuité jusqu'en avril 1990. Aux élections sénatoriales de 1986, il est placé en troisième position sur la liste de rassemblement dans l'Union menée par Paul d'Ornano, qui obtient deux élus. Devenu sénateur le 12 avril 1990 à la suite du décès de Jean Barras, il est réélu le 24 septembre 1995 sur la liste pour l'union et la solidarité des Français de l'étranger menée par Xavier de Villepin. Au Sénat, il figure sur la liste des sénateurs non inscrits avant d'être administrativement rattaché au groupe sénatorial de l'Union pour un mouvement populaire (en 2002).
Âgé de 86 ans, il ne se représente pas aux élections sénatoriales du 26 septembre 2004. Chevalier des Palmes académiques et officier de l'ordre national du Mérite, il est promu officier de la Légion d'honneur en 2005, distinction qui lui est remise par l'ambassadeur de France au Mexique.

## Détail des fonctions et des mandats
Mandat parlementaire
- 12 avril 1990 - 30 septembre 2004 : Sénateur des Français établis hors de France